# Europeiska inomhusmästerskapen i friidrott 2023 – Herrarnas 1 500 meter
Herrarnas 1 500 meter vid europeiska inomhusmästerskapen i friidrott 2023 avgjordes mellan den 2 och 3 mars 2023 på Ataköy Athletics Arena i Istanbul i Turkiet.

## Medaljörer
| Guld                     | Silver                      | Brons                   |
| Jakob Ingebrigtsen Norge | Neil Gourley Storbritannien | Azeddine Habz Frankrike |

## Rekord
| Innan tävlingens start fanns följande rekord | Innan tävlingens start fanns följande rekord | Innan tävlingens start fanns följande rekord | Innan tävlingens start fanns följande rekord | Innan tävlingens start fanns följande rekord |
| -------------------------------------------- | -------------------------------------------- | -------------------------------------------- | -------------------------------------------- | -------------------------------------------- |
| Världsrekord                                 | Jakob Ingebrigtsen (NOR)                     | 3.30,60                                      | Liévin, Frankrike                            | 17 februari 2022                             |
| Europeiskt rekord                            | Jakob Ingebrigtsen (NOR)                     | 3.30,60                                      | Liévin, Frankrike                            | 17 februari 2022                             |
| Mästerskapsrekord                            | Ivan Hesjko (UKR)                            | 3.36,70                                      | Madrid, Spanien                              | 6 mars 2005                                  |
| Världsårsbästa                               | Jakob Ingebrigtsen (NOR)                     | 3.32,38                                      | Liévin, Frankrike                            | 15 februari 2023                             |
| Europaårsbästa                               | Jakob Ingebrigtsen (NOR)                     | 3.32,38                                      | Liévin, Frankrike                            | 15 februari 2023                             |

## Program
Alla tider är lokal tid (UTC+03:00).
| Datum       | Tid   | Omgång      |
| ----------- | ----- | ----------- |
| 2 mars 2023 | 21:05 | Försöksheat |
| 3 mars 2023 | 20:40 | Final       |

## Resultat

### Försöksheat
De tre första i varje heat 0Q0 samt de tre snabbaste tiderna 0q0 kvalificerade sig för finalen.
| Placering | Heat | Namn                 | Nationalitet   | Tid     | Noteringar |
| --------- | ---- | -------------------- | -------------- | ------- | ---------- |
| 1         | 3    | Neil Gourley         | Storbritannien | 3.41,08 | 0Q0        |
| 2         | 3    | Jesús Gómez          | Spanien        | 3.41,26 | 0Q0        |
| 3         | 3    | Ossama Meslek        | Italien        | 3.41,34 | 0Q0        |
| 4         | 3    | Louis Gilavert       | Frankrike      | 3.41,45 | 0q0        |
| 5         | 3    | Luke McCann          | Irland         | 3.41,51 | 0q0        |
| 6         | 3    | Jan Friš             | Tjeckien       | 3.41,57 | 0q0, 0SB0  |
| 7         | 3    | Pol Moya             | Andorra        | 3.42,23 | 0NR0       |
| 8         | 3    | David Nikolli        | Albanien       | 3.42,67 |            |
| 9         | 2    | Pietro Arese         | Italien        | 3.43,97 | 0Q0        |
| 10        | 2    | Michał Rozmys        | Polen          | 3.43,97 | 0Q0        |
| 11        | 2    | Ismael Debjani       | Belgien        | 3.44,00 | 0Q0        |
| 12        | 3    | Andrew Coscoran      | Irland         | 3.44,11 |            |
| 13        | 2    | Amos Bartelsmeyer    | Tyskland       | 3.44,31 |            |
| 14        | 2    | Ignacio Fontes       | Spanien        | 3.44,33 |            |
| 15        | 2    | Ferdinand Kvan Edman | Norge          | 3.44,44 |            |
| 16        | 2    | Filip Sasínek        | Tjeckien       | 3.44,76 |            |
| 17        | 1    | Azeddine Habz        | Frankrike      | 3.49,88 | 0Q0        |
| 18        | 1    | George Mills         | Storbritannien | 3.50,01 | 0Q0        |
| 19        | 1    | Jakob Ingebrigtsen   | Norge          | 3.50,29 | 0Q0        |
| 20        | 1    | Federico Riva        | Italien        | 3.50,88 |            |
| 21        | 1    | Robin van Riel       | Nederländerna  | 3.51,08 |            |
| 22        | 1    | Isaac Nader          | Portugal       | 3.52,73 |            |
| 23        | 1    | Emil Danielsson      | Sverige        | 3.53,89 |            |

### Final
Finalen startade klockan 20:40.
| Placering | Namn               | Nationalitet   | Tid     | Noteringar |
| --------- | ------------------ | -------------- | ------- | ---------- |
| 1         | Jakob Ingebrigtsen | Norge          | 3.33,95 | 0MR0       |
| 2         | Neil Gourley       | Storbritannien | 3.34,23 |            |
| 3         | Azeddine Habz      | Frankrike      | 3.35,39 |            |
| 4         | Jesús Gómez        | Spanien        | 3.38,11 |            |
| 5         | Pietro Arese       | Italien        | 3.38,91 | 0SB0       |
| 6         | Louis Gilavert     | Frankrike      | 3.39,54 |            |
| 7         | Ismael Debjani     | Belgien        | 3.40,06 |            |
| 8         | Jan Friš           | Tjeckien       | 3.40,86 | 0SB0       |
| 9         | Michał Rozmys      | Polen          | 3.43,09 |            |
| 10        | Luke McCann        | Irland         | 3.44,55 |            |
| 11        | George Mills       | Storbritannien | 3.51,28 |            |
|           | Ossama Meslek      | Italien        | 0DNF0   |            |